# Onuphis variolata
Onuphis variolata är en ringmaskart som beskrevs av Shen 1987. Onuphis variolata ingår i släktet Onuphis och familjen Onuphidae. Inga underarter finns listade i Catalogue of Life.